# Nelly Degouy
Nelly Degouy née le 16 mars 1910 à Anvers et morte en 1979 à Anvers est une illustratrice et peintre belge. 

## Biographie
Nelly Degouy a été formée à l'Académie royale des beaux-arts d'Anvers et à l'Institut supérieur des beaux-arts de Saint Luc à Bruxelles. En 1932, elle participe aux compétitions artistiques des Jeux olympiques. Elle épouse en 1934 Désiré Acket avec qui elle travaillera.

## Œuvres
Illustration de :
- Le Grand Meaulnes d’Alain-Fournier
- Les Plaisirs et les Jeux de Georges Duhamel, Bruxelles, Éditions du Nord, collection « Les gloires littéraires », 1951
- L'Atlantide de Pierre Benoit avec bois en couleurs, Bruxelles, Éditions du Nord, collection Electa, 1944
- Capitales en Chine de Jean Van den Bosch, Anvers, Le Papegay, 1953, co-illustrateur Désiré Acket
- Le Chemin du paradis de Marie Gevers, éditions Desclée de Brouwer, 1950.